# Vohma (település)
Vohma (oroszul: Вохма) falusi  jellegű település Oroszország Kosztromai területén, a Vohmai járás székhelye.	
Lakossága: 4386 fő (a 2010. évi népszámláláskor).

## Fekvése
A Kosztromai terület északkeleti részén, Kosztromától országúton 458 km-re, a Vohma (a Vetluga mellékfolyója) partján fekszik. A legközelebbi vasútállomás a 180 km-re délre fekvő Sarja, a transzszibériai vasútvonal északi ágán.

## Története
A Vohma finnugor eredetű név, a település a folyóról kapta nevét. Másik, történelmi neve első templomának (1677) nevéből származik (Voznyeszenyje, vagyis Mennybemenetel). Az 1740-ben kőből emelt Voznyeszenyje-templom nem maradt fenn, de 1868-ban épült egy másik templom, mely ma is működik. A település 1924 óta a Vohmai járás székhelye, 1944 óta tartozik a Kosztromai területhez. 
Lakosai a múltban rozst, lent, kendert termesztettek, kisebb mértékben állattenyésztéssel, vadászattal, fakitermeléssel és faúsztatással foglalkoztak, a folyón néhány vízimalom is működött. A helyi orvos kezdeményezésére 1919-ben múzeumot alapítottak. 
Nevét 1928-ban Európa is megismerhette. Egy itteni rádióamatőr fogta Umberto Nobile bajba került expedíciójának SOS-jelzéseit, aminek nyomán az expedíció még életben maradt tagjait meg tudták menteni.
Gazdasági szempontból a település erdészeti gazdasága, kenyérgyára, tejfeldolgozó és több fafeldolgozó üzeme említhető. 